# スタンダード日本語講座
スタンダード日本語講座（スタンダードにほんごこうざ）は、NHK教育テレビで放送されていたテレビ番組。

## 概要
外国人向け日本語講座番組。

## 放送時間
- 日曜日18:30-19:00／土曜日23:30-24:00（1991年度）
- 土曜日23:45-24:15／日曜日19:00-19:30（1992年度前期）
- 土曜日23:45-24:15（1993年度前期）
- 金曜日15:00-15:30（1995年度前期）

## 出演者
- 講師：酒入郁子

## 放送リスト
| 回 | タイトル                            | 初回放送日    |
| -- | ----------------------------------- | ------------- |
| 1  | はじめまして                        | 1991年4月06日 |
| 2  | ごめんください                      | 1991年4月14日 |
| 3  | よろしくお願いします                | 1991年4月21日 |
| 4  | お電話します                        | 1991年4月28日 |
| 5  | 新幹線で行きます                    | 1991年5月05日 |
| 6  | 父は会社員です                      | 1991年5月12日 |
| 7  | いっしょに習いましょう              | 1991年5月19日 |
| 8  | すてきです                          | 1991年5月26日 |
| 9  | 待ってください                      | 1991年6月02日 |
| 10 | 公園のそばにあります                | 1991年6月09日 |
| 11 | 紅茶をあげます                      | 1991年6月16日 |
| 12 | 転入届を出したいんですが…           | 1991年6月23日 |
| 13 | 食事の前に勉強して下さい            | 1991年6月30日 |
| 14 | ひどいと思います                    | 1991年7月07日 |
| 15 | はい、そうかもしれませんが…         | 1991年7月14日 |
| 16 | ちょっと教えていただきたいのですが… | 1991年7月21日 |
| 17 | どうしたんですか                    | 1991年7月28日 |
| 18 | 予約しておきます                    | 1991年8月04日 |
| 19 | みんなが帰らないうちに              | 1991年8月11日 |
| 20 | 遅い電車でもいいです                | 1991年8月18日 |
| 21 | 白い服を着ています                  | 1991年8月25日 |
| 22 | 父に叱られます                      | 1991年9月01日 |
| 23 | 仕事をするつもりです                | 1991年9月08日 |
| 24 | お世話になりました                  | 1991年9月15日 |
| 25 | 美しい花のようです                  | 1991年9月22日 |

## スタッフ
- 監修：水谷修